# Un piqueur et ses chiens
Un piqueur et ses chiens est un tableau réalisé par le peintre flamand Jacob Jordaens en 1635. De format horizontal, cette huile sur toile est une scène de genre qui représente un piqueur appelant à la corne le reste de sa meute alors qu'il se tient en rouge dans un paysage arboré, déjà entouré de quelques chiens. Achetée en vente publique en 1881, l'œuvre est conservée au palais des Beaux-Arts de Lille, à Lille, dans le Nord, en France.